# Badia (Włochy)

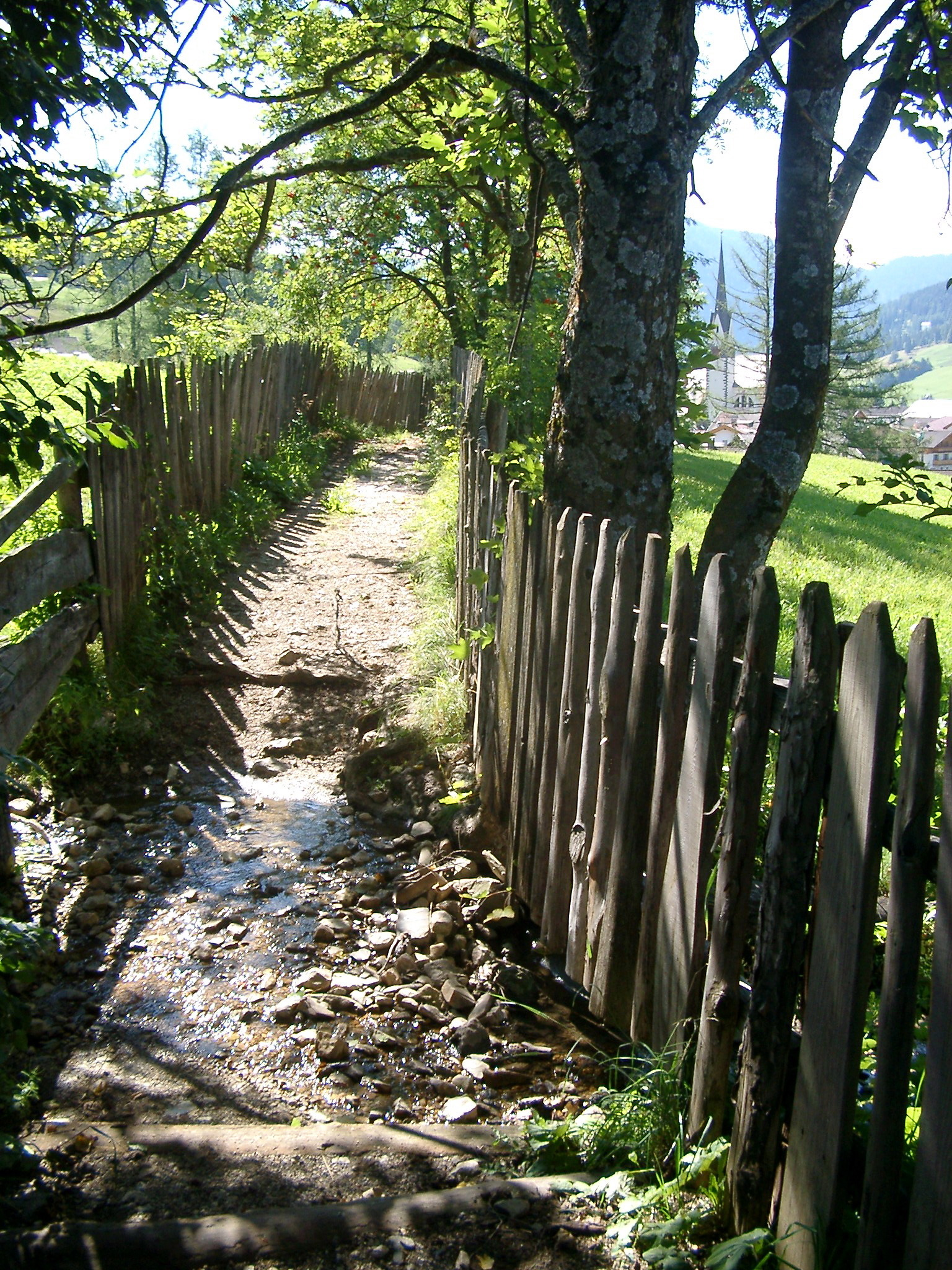
Stara droga

Badia (wł. Badia, niem. Abtei) – miejscowość i gmina we Włoszech, w regionie Trydent-Górna Adyga, w prowincji Bolzano (Tyrol Południowy).
Liczba mieszkańców gminy wynosiła 3358 (dane z roku 2009). Język ladyński jest językiem ojczystym dla 93,43%, włoski dla 3,88%, a niemiecki dla 2,69% mieszkańców (2001).